# SPOR festival
SPOR festival for contemporary music and sound art er en festival for ny lyd- og tonekunst. 
SPOR afholdes hvert år i maj måned i Aarhus og blev første gang afholdt i 2005 under komponist Thomas Agerfeldt Olesens ledelse. Siden juni 2007 har festivalen været ledet af Anne Marqvardsen og Anna Berit Asp Christensen. Hvert år har SPOR en ny gæstekurator og et nyt tema.
SPOR festivalens hjemsted i Aarhus bygger på en lang tradition. Aarhus har gennem tiderne fremstået som fremsynet og visionær platform for den nyeste tonekunst. Denne position blev i særdeleshed etableret via NUMUS festivalen, der var etableret og realiseret af komponisten Karl Aage Rasmussen gennem 25 år, fra 1978 til 2002. 
I 2015 lancerer SPOR festival et nyt tiltag: SPOR New Music School (SNMS), som er en kompositionsskole for børn og unge i alderen 11-15 år.  

## SPORs gæstekuratorer 2005-2016
- 2005 – den danske komponist Niels Rønsholdt
- 2006 – den britiske komponist Edward Jessen
- 2007 – Anna Berit Asp Christensen & Anne Marqvardsen
- 2008 – et 24-timers eksperiment, kurateret af Anna Berit Asp Christensen & Anne Marqvardsen i samarbejde med festivalens kunstnere
- 2009 – den danske komponist Bent Sørensen
- 2010 – den britiske/belgiske komponist Joanna Bailie
- 2011 – KNM Berlin, Singuhr Hörgaleri, Ausland
- 2012 – den norske komponist Lars Petter Hagen
- 2013 - den britisk/tysk/danske komponist Juliana Hodkinson
- 2014 - den irske komponist og performer Jennifer Walshe
- 2015 - den danske komponist og vinder af Nordisk Råds Musikpris 2014,  Simon Steen-Andersen
- 2016 - det belgiske  ensemble Nadar Ensemble